# Ciencia ficción militar

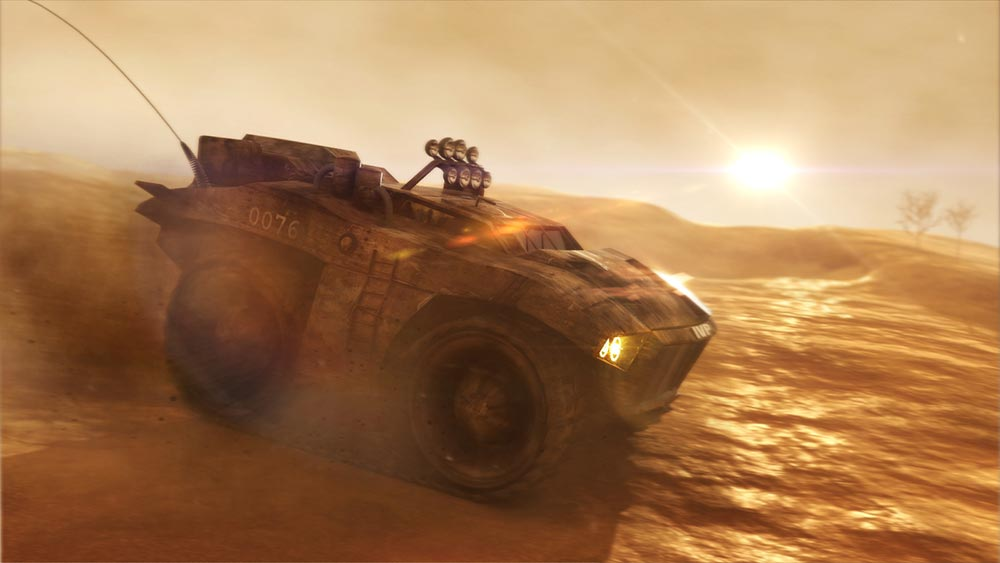
Vehículo de ciencia ficción militar.

La ciencia ficción militar es un subgénero de la ciencia ficción en el que los personajes principales son miembros de una entidad militar inmersos en un conflicto armado, normalmente en el espacio u otro planeta. Las bases de la ciencia ficción militar son una detallada descripción del conflicto, las técnicas utilizadas para librarlo, y el papel de la entidad militar o de los miembros individuales que están prestando servicio. A menudo, las historias se basan en conflictos actuales o pasados de la Tierra, en la que los países son reemplazados por planetas enteros o galaxias de similares características, y ciertos eventos son cambiados para que el autor puede extrapolar qué habría ocurrido.

## Características
Se enfatizan los valores tradicionales militares (disciplina, valor, etc.), y la acción generalmente se describe desde el punto de vista de un soldado u oficial. Típicamente, la tecnología empleada es más avanzada que la actual, y se describe en detalle. En algunas historias, sin embargo, la tecnología es bastante estática, y las armas son similares a las que utilizan los soldados hoy en día, pero otros aspectos de la sociedad cambian: por ejemplo, las mujeres pueden ser aceptadas como iguales en el combate. Las guerras no se ganan principal por la investigación y el desarrollo, ni siquiera por la logística, sino por el poder de voluntad, la valentía, la previsión táctica y otras virtudes militares. En muchas historias, los avances tecnológicos son una parte central del desarrollo de la trama.

## Ejemplos
Varias películas, novelas, series de televisión y videojuegos (incluyendo manga y anime) de ciencia ficción se pueden encuadrar dentro de este género.

### Novelas
- Tropas del espacio.
- El juego de Ender.
- La paja en el ojo de Dios.
- La guerra interminable.
- La herejía de Horus.

### Manga y anime
- Yōjo Senki: Un ejecutivo japonés es asesinado en una estación del tren por su colega después de haberlo despedido. En medio de su aparente muerte, se pelea con el misterioso "ser X" que dice ser Dios, por su falta de fe. El "ser X" decide reencarnarlo en un mundo alternativo mágico en una época similar a la Primera Guerra Mundial alternativa en el cuerpo de una niña llamada Tanya Degurechaff. Tanya reside en un orfanato los primeros años de su vida, hasta que se le da la oportunidad de hacer una prueba de detección de magia y al conocer sus grandes habilidades, es sacada del orfanato para ser reclutada por el ejército del país, denominado Imperio.
- Arpeggio of Blue Steel: La historia se sitúa a principios del siglo XXI, donde el calentamiento global y la subida del nivel del mar hizo perder gran parte de la masa terrestre. En el año 2039, flotas de poderosos buques de guerra inteligentes, armados con tecnología avanzada y posiblemente armamento "alienígena", aparecen y devastan las fuerzas navales de todo el mundo. Estas naves denominadas colectivamente como "La Flota de la Niebla", imponen un bloqueo naval y aéreo mundial, evitando que la humanidad viaje tanto por los océanos como a otras naciones. Durante el bloqueo, la Flota de la Niebla creó "Modelos Mentales", avatares humanoides que contenían el núcleo de la Unión en  un barco, como un medio para desarrollar el autocultivo y superar su falta de pensamiento creativo sobre las tácticas que poseían los humanos, al mismo tiempo desarrollar su personalidad única. En el año 2056, 17 años después de que comenzara el bloqueo, Gunzō Chihaya, un exalumno de la Academia Nacional de Marina de Japón, es el capitán de un pequeño grupo de corsarios llamado "Acero Azul". Los Acero Azul son famosos por poseer un submarino de niebla, el I-401, junto a su Modelo Mental Iona, que desertó al lado humano. Debido a la tecnología I-401 y las hablilidades de Gunzō, el Acero Azul no solo sobrevivió a varios encuentros con la Flota de la Niebla, sino que logró hundir a uno de sus buques de guerra más poderosos. Sin embargo, el Acero Azul enfrentará obstáculos en su viaje no solo de la Flota de la Niebla y sus aliados humanos, sino también de otros gobiernos y facciones con sus propias agendas.
- 86: Eighty-Six: Se encuentra ambientada en la República de San Magnolia y durante mucho tiempo, este país ha sido asediado por su vecino, el Imperio Giadian, que creó una serie de drones no tripulados llamados Legion. Después de años de minuciosa investigación, la República finalmente desarrolló sus propios drones autónomos, convirtiendo la lucha unilateral en una guerra sin víctimas, o al menos, eso es lo que el gobierno afirma. En verdad, no existe una guerra sin sangre. Más allá de los muros fortificados que protegen los ochenta y cinco territorios de la República se encuentra el Sector «inexistente» 86. Los hombres y mujeres jóvenes de esta tierra abandonada son tildados como los Ochenta y Seis y, despojados de su humanidad, pilotan los drones «no tripulados» en la batalla.

### Películas
- Starship Troopers: La película sitúa la acción en el siglo XXIII, un futuro en el que el servicio militar dura dos años, y solo después de cumplirlo, el individuo se convierte en ciudadano, estatus que otorga ciertos derechos, como entrar en la política o el derecho a voto. La historia se centra en el final de la etapa de preparatoria del protagonista, John "Johnny" Rico, el cual deberá decidir qué futuro tendrá su vida.
- Depredador: Un grupo de fuerzas especiales estadounidense, comandado por el Mayor Alan "Dutch" Schaeffer, descubren los restos de un helicóptero accidentado en la zona y poco después encuentran los cuerpos de unos soldados de las fuerzas especiales estadounidenses despellejados. Mientras se dirigen al punto de extracción por un camino poco recomendable son observados a distancia por una criatura desconocida, que usa técnicas de termografía. Dos miembros del grupo son asesinados misteriosamente y los supervivientes comienzan a darse cuenta de que hay algo en la jungla que los está observando.
- Al filo del mañana: El protagonista es un oficial sin experiencia en combate, que ve lo que puede pasar con su vida convocado para la guerra contra los invasores que ya lleva largo tiempo. El día que muere durante el combate se queda atrapado en un bucle temporal, que lo hará resucitar constante e inevitablemente, reapareciendo una y otra vez en el mismo día de su muerte para luchar y volver a morir en la misma guerra.
- Battle: Los Angeles: El Sargento Michael Nantz del Cuerpo de Marines de los Estados Unidos se apresta a retirarse a petición propia tras 20 años de carrera militar, después de la muerte de todos los miembros de un pelotón que comandaba en la ocupación de Irak. Los medios de comunicación informan de la repentina aparición de un grupo de meteoritos que se disponen a impactar contra el planeta frente a la costa de distintas ciudades de todo el mundo el día 12 de agosto y de la evacuación de la población del litoral meridional de California. Los supuestos meteoritos han resultado ser objetos mecánicos en formaciones ordenadas y que deben prepararse para combatir.
- Battleship: Unos destructores de la marina (dos de las Fuerzas Armadas de los Estados Unidos y una de la Fuerza Marítima de Autodefensa de Japón) se encuentran atrapados en una barrera creada por los alienígenas Regents, desencadenando una battalla naval. El protagonista de la película, Alex Hopper (hermano menor de Stone Hopper) se enfrenta a una horda de naves alienígenas en el mar, mientras que los alienígenas planean utilizar la base de comunicaciones de los humanos en Hawái, para así comunicarse con su planeta.
- Spectral: El investigador de DARPA, el Dr. Mark Clyne, vuela a Moldavia, el lugar de despliegue actual del ejército estadounidense en la actual Guerra de Moldavia, para ser consultado sobre una de sus creaciones, unas gafas de imágenes hiperespectrales con las que se ha equipado a los soldados. Más tarde, Clyne descubre que estos seres hiperespectrales están hechos a base del Condensado de Bose-Einstein, que fueron creados por el hombre y matar a varias personas con solo congelarlas al contacto e incluso pueden atravesar los muros, pero son incapaces de atravesar hierro o cerámica como la de las tinas del baño o la armadura de los tanques.
- La Guerra del Mañana: Dan Forester, un profesor de biología y ex Boina Verde, es reclutado por el Gobierno de los Estados Unidos para instruir a otros reclutas la formación básica militar, debido a una advertencia de los soldados procedentes del año 2051 para alertar a toda la humanidad que está al borde de la extinción de los invasores alienígenas Whitespikes.

### Series de televisión
- Battlestar Galactica: Al igual que la serie de 1978 de la que es re-imaginación, Battlestar Galactica (2003) narra la lucha de la humanidad contra una raza robótica, los Cylons, que destruyen los 12 planetas habitados por los humanos, lo que fuerza a los pocos supervivientes a buscar la Tierra, un planeta mítico. En la serie de 2003 se ha plasmado bajo la apariencia de una serie de ciencia ficción una reflexión sobre el mundo tras el atentado del 11 de septiembre. El ejército colonial, que está representado principalmente por la tripulación de la Battlestar Galactica (una nave de guerra) y los pilotos de Vipers (cazas de combate espaciales) y Raptors (nave de transporte espacial) guardan similitud con el ejército de Estados Unidos. Aunque hay muchos personajes civiles importantes, la mayoría de ellos pertenecen al ejército o se encuentran vinculados a él. Las torturas a prisioneros o la ocupación de territorios también aparecen reflejados en la serie. En el final de la segunda temporada, los cylons ocupan el planeta Nueva Caprica, en el que se habían asentado los humanos, en una escena inspirada en la ocupación de París por parte de los nazis. Esta ocupación, sin embargo, en la tercera temporada se asemeja más a la de países árabes como Palestina o Irak. Aparte de avances en naves espaciales y características como la propulsión FTL (más rápido que la luz) y la gravedad artificial, la tecnología es bastante similar a la actual, lo que hace más cercana la historia a nuestra realidad, y que en la serie se excusa mediante un miedo hacia el avance tecnológico tras el ataque de los cylons (una civilización muy avanzada tecnológicamente que basa su éxito en gran medida en la posibilidad de infiltrarse en la tecnología avanzada del enemigo).
- Stargate SG-1: Basada en la película homónima, Stargate SG-1 se basa en la idea de una red de artefactos alienígenas, los stargates, que mediante agujeros de gusano permiten viajar a otros planetas e incluso a otras galaxias. Los protagonistas son un grupo operativo perteneciente a las Fuerzas Aéreas de Estados Unidos, aunque no todos los personajes son militares ni tampoco nativos del planeta Tierra. La tecnología avanzada procede de civilizaciones con un desarrollo tecnológico muy superior al terrestre, como los Asgards, los antiguos o los tolanos. La trama principal de la serie trata de las guerras entre culturas, principalmente de la raza parásita Goa'uld contra todas las demás, principalmente los humanos.
- Stargate Atlantis: Spin off de la anterior, Stargate Atlantis trata de una expedición internacional que, en colaboración con el Comando Stargate, viaja hasta otra galaxia y se instala en la ciudad de Atlantis, capital de la civilización antigua. Los militares forman una parte importante de la expedición, pero la mayor parte del tiempo esta es dirigida por personal civil. Además, los científicos civiles tienen un papel de gran relevancia. Los adelantos tecnológicos de la raza antigua, prácticamente extinguida, están muy presentes en la serie. La trama principal trata de la lucha contra los Wraiths, una raza híbrida entre humanos e insectos que se alimenta de humanos, a los que succionan la vida. También aparecen otras civilizaciones como los Genii (cuyo desarrollo es inferior al de la Tierra) y los asuranos (una raza replicante creada por los antiguos).

### Videojuegos
- Halo: Combat Evolved: Tiene lugar en el siglo XXVI, período donde el jugador asume el rol del Jefe Maestro, un soldado genéticamente mejorado que es acompañado por Cortana, una inteligencia artificial. A lo largo de la historia, el usuario se enfrenta a varios extraterrestres en su intento por descubrir los secretos de Halo, un mundo artificial con forma de anillo.
- Half-Life: Opposing Force: El cabo Shepard, miembro del Cuerpo de Infantería de Marina de los Estados Unidos en la unidad conocida como HECU (Hazardous Environment Combat Unit) con el objetivo de eliminar a todos los Xenianos (extraterrestres) que se crucen en su camino, eliminar a todas las personas para "silenciar" lo que pasó en Black Mesa, (por orden del gobierno) y como principal objetivo, matar a Gordon Freeman (personaje del título original), quien en defensa propia ha matado a los soldados que se han cruzado en su camino.
- Doom: El juego consiste en comandar a un marine, que se encuentra de misión rutinaria en una estación en Fobos (una de las lunas de Marte), cuando de repente se produce un fallo en un experimento de teleportación que se llevaba a cabo allí, abriéndose así las puertas del infierno y dejando libres a un sinfín de demonios, y espíritus malignos que se apoderan de los cuerpos de los marines caídos.
- Crysis: Un escuadrón especial de marines llamado "Equipo Raptor", quienes portan un nanotraje secreto ultra-avanzado, es enviado a la isla norcoreana de Lingshan para rescatar a un grupo de arqueólogos. Sin embargo, esto es una tapadera de la verdadera misión, la cual es una operación secreta (incluso para los miembros rasos del equipo) que tiene como finalidad el reconocimiento del terreno y de las actividades del Ejército Popular de Corea (KPA por sus siglas en inglés), lo que les llevara a descubrir un milenario "secreto".
- Quake 4: El juego continúa la historia de un marine llamado Matthew Kane que es miembro de una unidad militar conocida como pelotón Rhino. La misión de los marines es asegurar el planeta Stroggos, mundo natal de los Stroggs, y destruir al nuevo Makkron pero su nave es derribada y aquí es cuando comienza la acción.
- Gears of War: Marcus Fenix, un soldado de la CGO, se reintegra en el ejército después de haber pasado cuatro años en prisión por abandonar su puesto militar con el fin de hacer un vano intento por salvar a su padre, Adam Fenix. Dominic Santiago, amigo personal de Marcus, lo saca de la prisión, y lo lleva con el Escuadrón Delta. El pelotón trata de obtener el "resonador", un dispositivo que haría mapas de los túneles de Locust (una raza de extraterrestres que invade la tierra) para luego implementar la bomba de masa ligera, que destruirá el corazón de las fuerzas de los Locust.
- Command & Conquer 3: Tiberium Wars: Está situado cronológicamente en el año 2047, dos décadas después de los eventos de Command & Conquer: Firestorm, en este lapso de tiempo la Tierra ha sido devastada ecológicamente por el Tiberio, una sustancia de origen extraterrestre capaz de asimilar la materia del medioambiente y convertirla en más Tiberio. Ante el caos producido por el tiberio, la Tierra ha sido dividida en tres zonas, las "zonas azules" controladas por la GDI y virtualmente libres de tiberio, las socialmente inestables "zonas amarillas" en donde se asienta la Hermandad del Nod, y las "zonas rojas" las cuales están tan contaminadas con Tiberio que la vida humana resulta imposible. El juego trata de comandar a los ejércitos y fuerzas de las facciones que están guerra por el control del planeta devastado.
- Call of Duty: Infinite Warfare: Año 2080, después de que las naciones de la tierra se uniesen formando la United Nations Space Alliance (UNSA) para colonizar el sistema solar y buscar recursos preciosos, un nuevo, fanático e implacable enemigo surge, el Settlement Defense Front (SDF), que inicia una guerra a gran escala. La historia se centra en Nick Reyes, un soldado del Space Combat Air Recon (SCAR), capitán de la nave The Retribution, que es enviado a luchar contra estas fuerzas y recuperar el sistema solar. Él junto a su equipo combatirán al frente tanto en la tierra como en el espacio, e incluso en escenarios con gravedad cero.